# Renacimiento del Weser

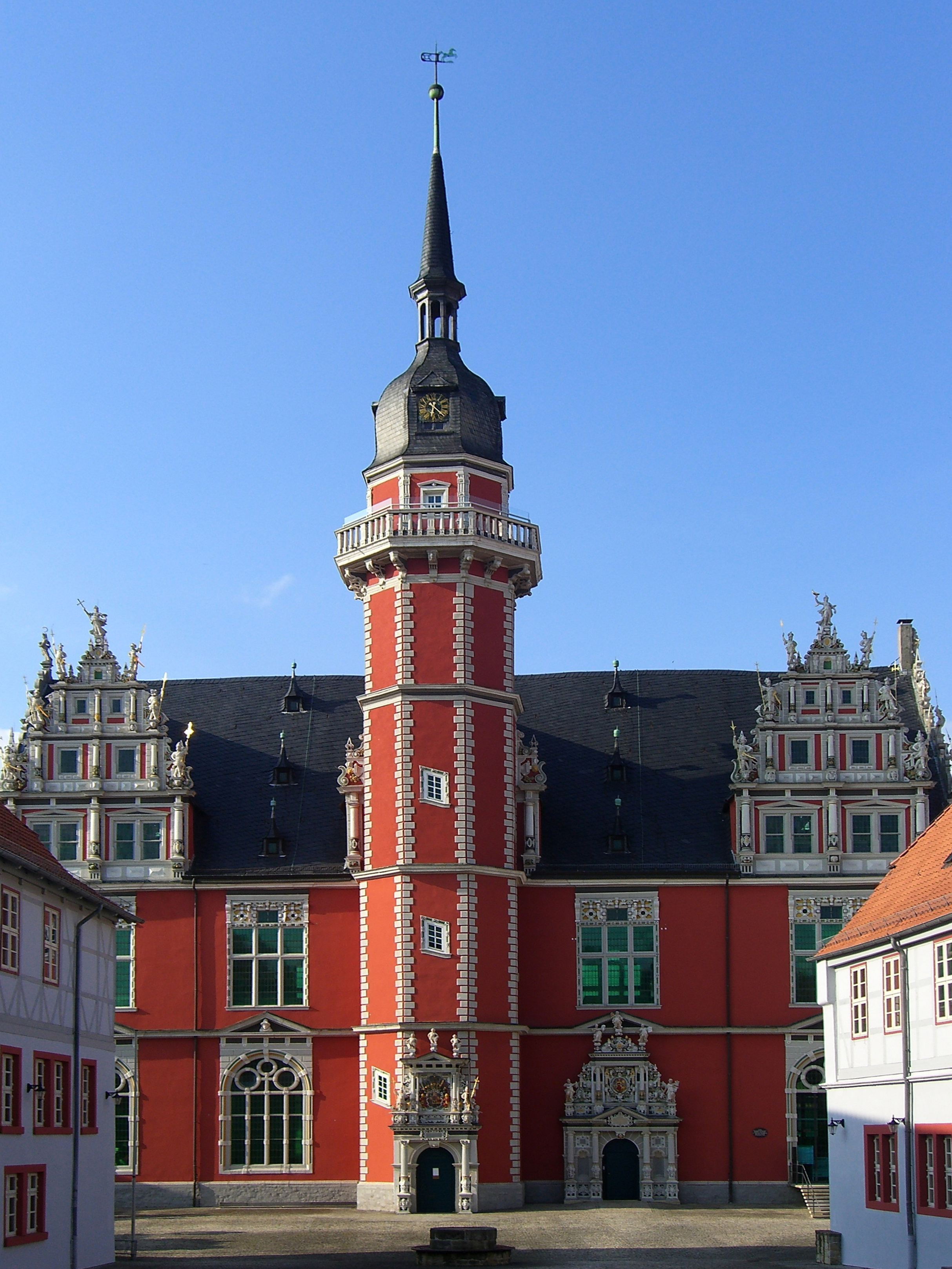
El Juleum en Helmstedt, importante ejemplo del estilo del Renacimiento del Weser, es el histórico gran auditorio de la Universidad, construido en 1592.

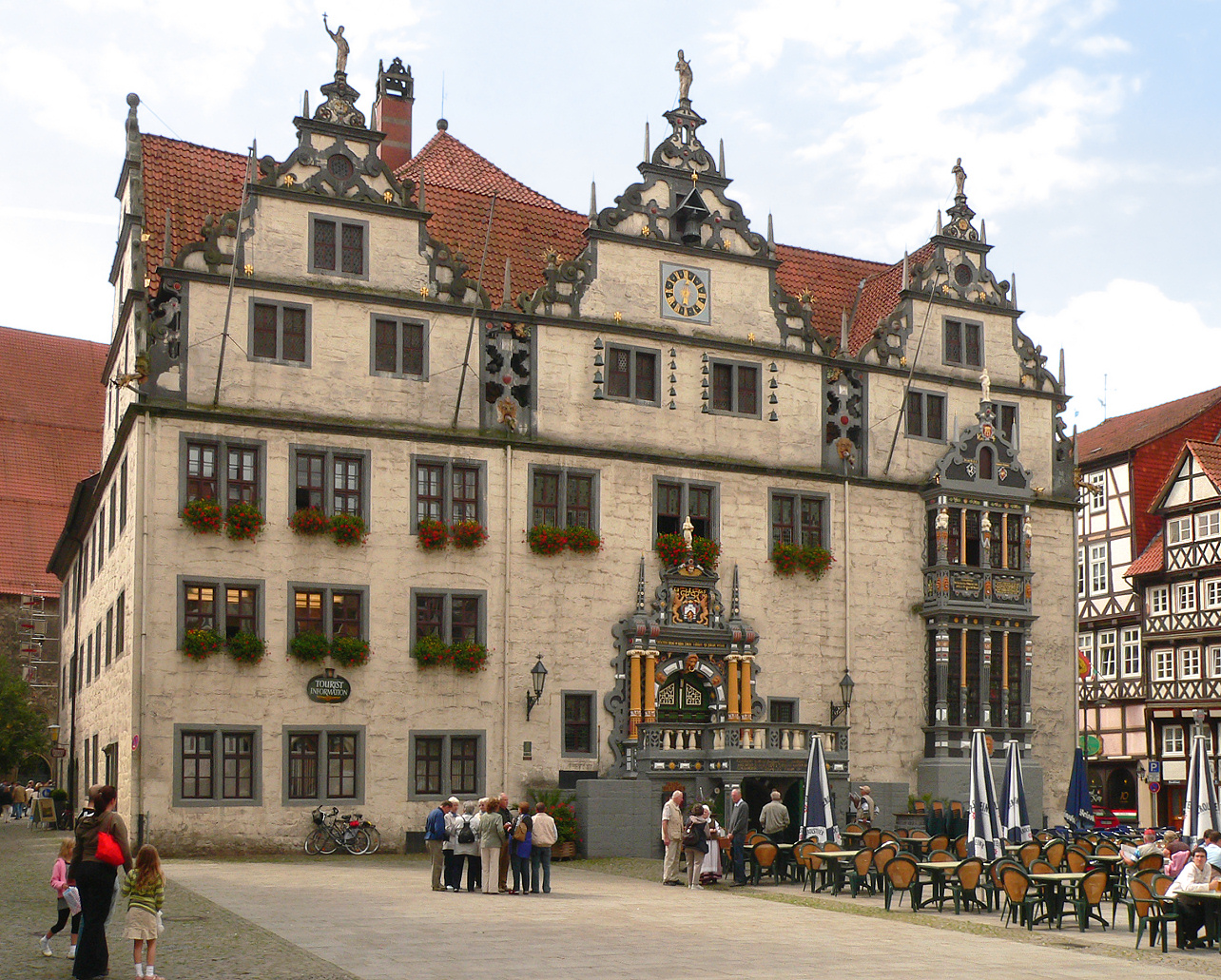
Ayuntamiento (Rathaus) en Hann. Münden

Renacimiento del Weser (en alemán: Weser-Renaissance o  Weserrenaissance) es una denominación historiográfica con la que se designa el estilo arquitectónico tardorenacentista, típico del noroeste de Alemania (Bremen, Baja Sajonia y Westfalia y sus alrededores), donde estuvo en boga entre 1520 y 1640 y que ha sido bien conservado en los pueblos y ciudades de la región.
Lleva el nombre del Weser (el río que corre desde Hann. Münden, Baja Sajonia, hasta Bremerhaven, estado de Bremen, y que también atraviesa la ciudad de Bremen), a partir de que de este río se extraía la arcilla utilizada para construir los edificios.
El estilo, que combina elementos del Renacimiento italiano con elementos del Renacimiento de Europa occidental, se caracteriza por el amplio uso de gabletes, pináculos, proyecciones, etc.  y se utilizó principalmente en la construcción de edificios públicos (castillos, ayuntamientos, etc.).
El término fue acuñado en 1912 por Richard Klapheck. Entre los monumentos más famosos de este estilo, se encuentra el Ayuntamiento de Bremen, incluido en 2004 por la UNESCO en el Patrimonio de la Humanidad.

## Contexto
Entre el comienzo de la Reforma protestante (1529) y la guerra de los Treinta Años (1618-1648), la región del Weser experimentó un auge de la construcción, en el que el Weser, que desempeñó un papel importante en la comunicación tanto comercial como de las ideas, simplemente definió la extensión norte-sur de una región cultural que se extendía hacia el oeste hasta la ciudad de Osnabrück y hacia el este hasta Wolfsburg. Castillos, casas solariegas, ayuntamientos, viviendas residenciales y edificios religiosos del periodo del Renacimiento se han conservado en una densidad inusualmente alta, porque la economía de la región se recuperó lentamente de las consecuencias de la guerra de los Treinta Años y no había medios  para una transformación barroca como la que ocurrió en un cierto grado en el sur de Alemania.

## Origen del término
El término, acuñado alrededor de 1912 por Richard Klapheck, sugería que el Renacimiento a lo largo del Weser se había desarrolló independientemente como un estilo propio distintivo. Max Sonnen, quien usó el nuevo término acuñado en 1918 en su libro  Die Weserrenaissance, clasificó los edificios, sin tener en cuenta las circunstancias de sus antecedentes históricos, sino desde una perspectiva puramente formal para lograr derivar una historia del desarrollo del estilo. La noción de un renacimiento regional en el sentido de un fenómeno cultural autónomo se basaba en la mentalidad nacionalista que había surgido desde finales del siglo XIX, en la que las referencias provinciales también tenían su lugar en el establecimiento de la identidad (otros ejemplos incluyen gótico alemán de Sonder, la arquitectura románica renana o románica  sajona).
En 1964 Jürgen Soenke y el fotógrafo, Herbert Kreft, presentaron un inventario de edificios renacentistas, que también recibió el título de Die Weserrenaissance. En sus comentarios finales señaló: «Esta arquitectura está enraizada en el paisaje en el que se encuentra. Es folclórico porque aquellos que lo crearon [...] vinieron del pueblo. El Renacimiento del Weser es, simplemente, arte popular». This architecture is rooted in the landscape in which it stands. It is folksy because those who created it […] came from the people. The Weser Renaissance is, simply, folk art.  Para Soenke, una evolución autóctona (indígena) del estilo arquitectónico yacía escondida detrás de sus características comunes. Su trabajo, que apareció en seis ediciones hasta 1986, ayudó a dar a este concepto histórico artístico un nivel de popularidad que fue mucho más allá del ámbito del especialista y se convirtió en una especie de etiqueta o marca popular.
El término Renacimiento del Weser consiguió reconocimiento internacional gracias a Henry-Russel Hitchcock, quien lo utilizó en su German Renaissance Architecture [Arquitectura renacentista alemana] de 1981, aunque subrayó bastante menos sus rasgos regionales distintivos y señaló sus vínculos más significativos con el desarrollo histórico general de la arquitectura renacentista. En tiempos más recientes, la idea de una identidad cultural regional, que no existía en el período moderno temprano, fue criticada en la investigación del Museo del Renacimiento del Weser en el castillo de Brake, que había sido fundado en 1986. Esta investigación destacó a los portadores de la transferencia cultural, como el negocio del dibujo arquitectónico, los arquitectos no locales, los constructores panregionales y los requerimientos obligatorios en el ámbito europeo de las modas de la corte.

## Historia
El sello distintivo de la actividad constructiva aristocrática en el siglo XVI fue la transformación de un castillo medieval, el Burg, en una residencia real o Schloss.  Inicialmente, estos habían sido a menudo construidos con dos alas, pero más tarde cerraron el patio, con sus alas unidas en las esquinas por imponentes torres con tramos de escaleras, que se convirtió en el diseño preferido para las casas de la aristocracia en la región del Weser durante el transcurso del siglo XVI, una forma de construcción que pronto también fue adoptada por los nobles menores. La característica  Zwerchhaus (medio alto alemán:  twerh = quer , es decir, 'a través' o 'lateral') con los llamados gabletes galeses (es decir, italianos) era particularmente adecuada como símbolo de poder, porque en castillos como los de  Detmold, Celle o Bückeburg, que estaban rodeados de altas murallas, se podían ver desde muy lejos. Además de los castillos de cuatro lados, también había castillos con tres alas, ya estuviesen geométricamente completamente cerrados, como el  Wewelsburg, o abiertos en un castillo granja como en  Schwöbber. Incluso los edificios de doble ala y de una sola ala fueron incluidos en el repertorio de la arquitectura del castillo a lo largo del Weser.
Estos diseños aristocráticos no solo fueron adoptados por los nobles menores, ya que la clase media que patrocinó nuevas construcciones también copió las nuevas formas de edificación con el fin de mostrar su creciente influencia social. Los ayuntamientos, como los de Celle y Lemgo, fueron diseñados con gabletes a lo largo de los lados y, a veces, en el frente con una fachada renacentista completa, como ocurrió en Bremen. Desde Nienburg, a Minden, Hamelin y Höxter, Hannoversch Münden y Einbeck, aparecieron magníficas casas adosadas, que a menudo se distinguían por sus grandes puertas de acceso a la sala interior. Otras características arquitectónicas importantes del estilo renacentista del Weser son los gabletes profusamente decorados, el uso del llamado Bossenquader o piedra bossage, las alcobas (Standerker, Ausluchten o Utluchten) y las ventanas dobles.
Los constructores de iglesias también estaban ansiosos por explorar nuevos diseños arquitectónicos. Al elevar la posición del púlpito y colocarlo justo opuesto y frente a los bancos, la importancia de la palabra hablada dentro de la fe cristiana era también visible en el propio diseño del interior de la iglesia. Las capillas de los castillos de Celle y Bückeburg son también claros ejemplos de esta disposición, al igual que las importantes iglesias parroquiales de Wolfenbüttel y Bückeburg. El arte protestante experimentó un punto culminante en la región del Weser bajo el príncipe de Schaumburg, Ernest, que a principios del siglo XVII tenía el Mausoleo del Príncipe en Stadthagen y la tumba construida por Adriaen de Vries, que recordaba el Renacimiento florentino. Al mismo tiempo, el orfebre, Anton Eisenhoit, creó las decoraciones del altar para el príncipe-obispo católico, Dietrich von Fürstenberg, y el escultor Heinrich Gröninger, cuya tumba monumental yace en la catedral de Paderborn.

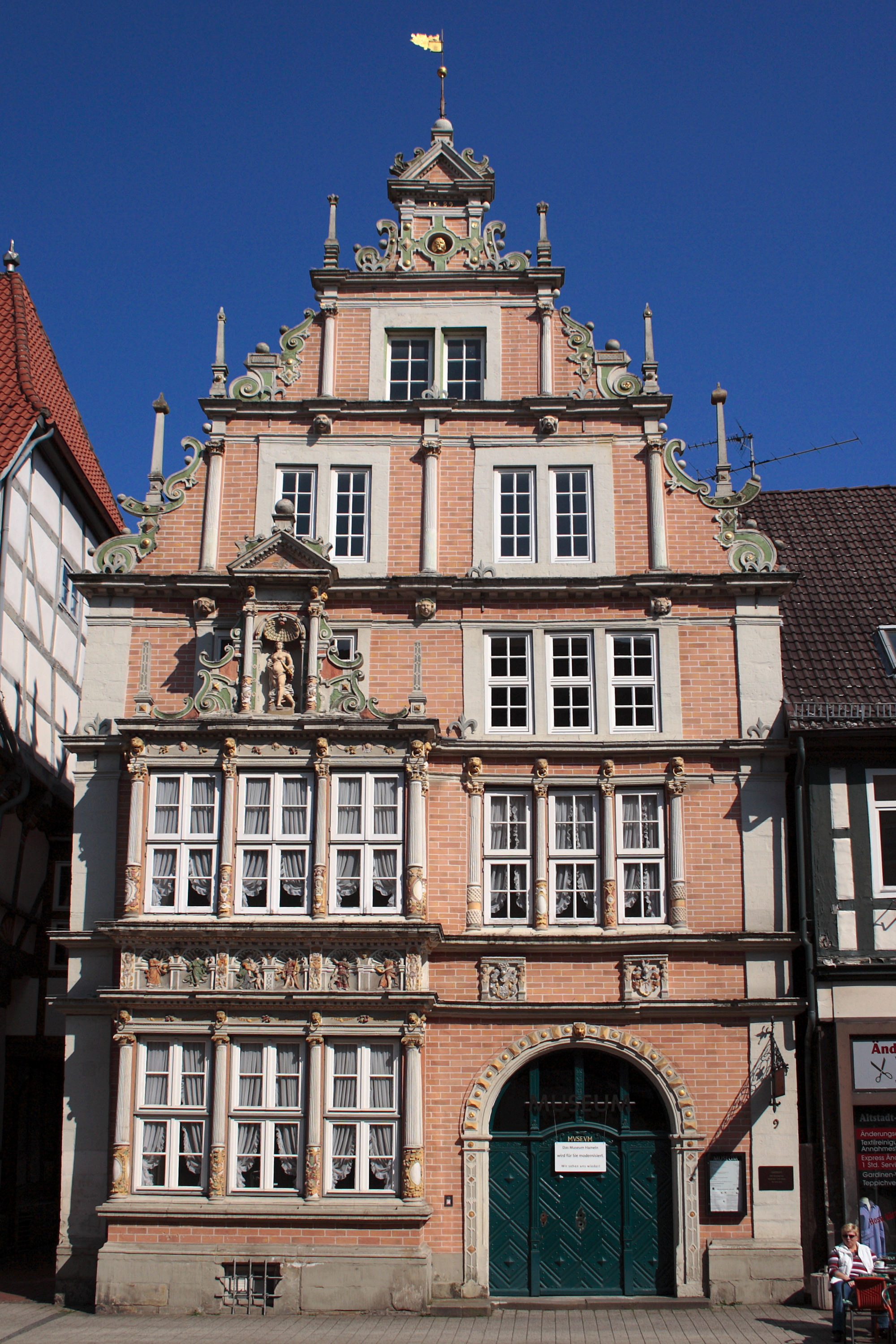
Leisthaus en Hamelin

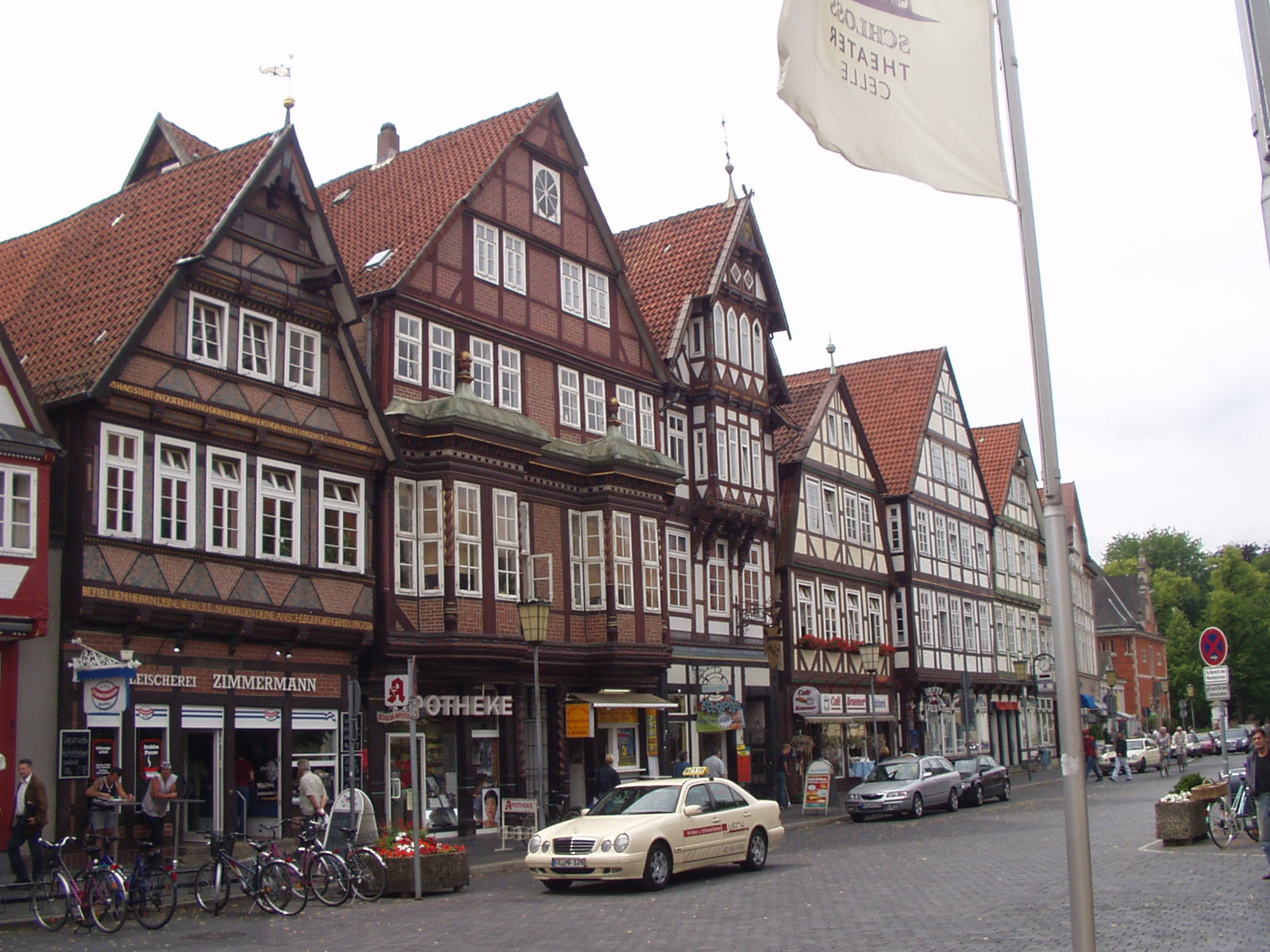
Ciudad vieja de Celle

## Ciudades y pueblos del Renacimiento del Weser
- Bad Hersfeld (Fulda → Weser)
- Bad Salzuflen (Werre → Weser)
- Barntrup (Bega → Werre → Weser)
- Bevern cerca de Holzminden (Weser)
- Bielefeld (Westfälische Aa → Werre → Weser)
- Brakel (Brucht → Nethe)
- Bremen (Weser)
- Bückeburg (este del Weser)
- Celle (Aller → Weser)
- Detmold (Werre → Weser)
- Einbeck (Ilme → Leine → Aller → Weser)
- Gifhorn (Aller → Weser)
- Hamelin (Weser)
- Hann. Münden (Weser)
- Helmstedt (Aller → Weser) ejemplo más oriental
- Hessisch Oldendorf (Weser)
- Höxter (Weser)
- Lemgo (Bega → Werre → Weser)
- Minden (Weser)
- Nienburg/Weser
- Paderborn (Pader → Lippe → Rin)
- Rinteln (Weser)
- Stadthagen (este del Weser)
- Steinheim (Emmer → Weser) (Water Castle Thienhausen)
- Wolfhagen-Elmarshausen (Erpe → Twiste → Diemel → Weser)
- Wolfsburg (Aller → Weser)  ejemplo más nororiental

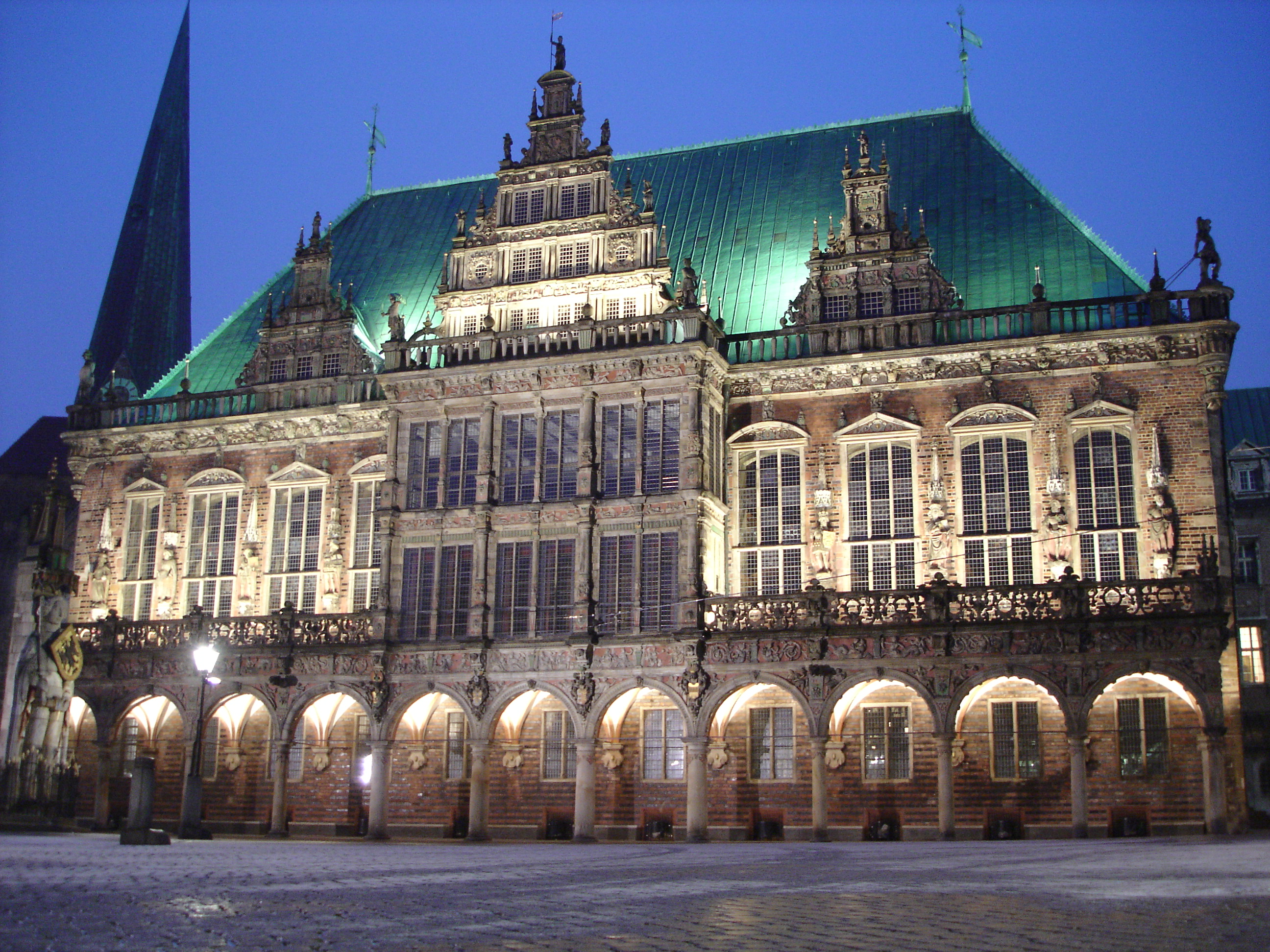
Ayuntamiento de Bremen – Patrimonio de la Humanidad de la UNESCO (desde 2004)

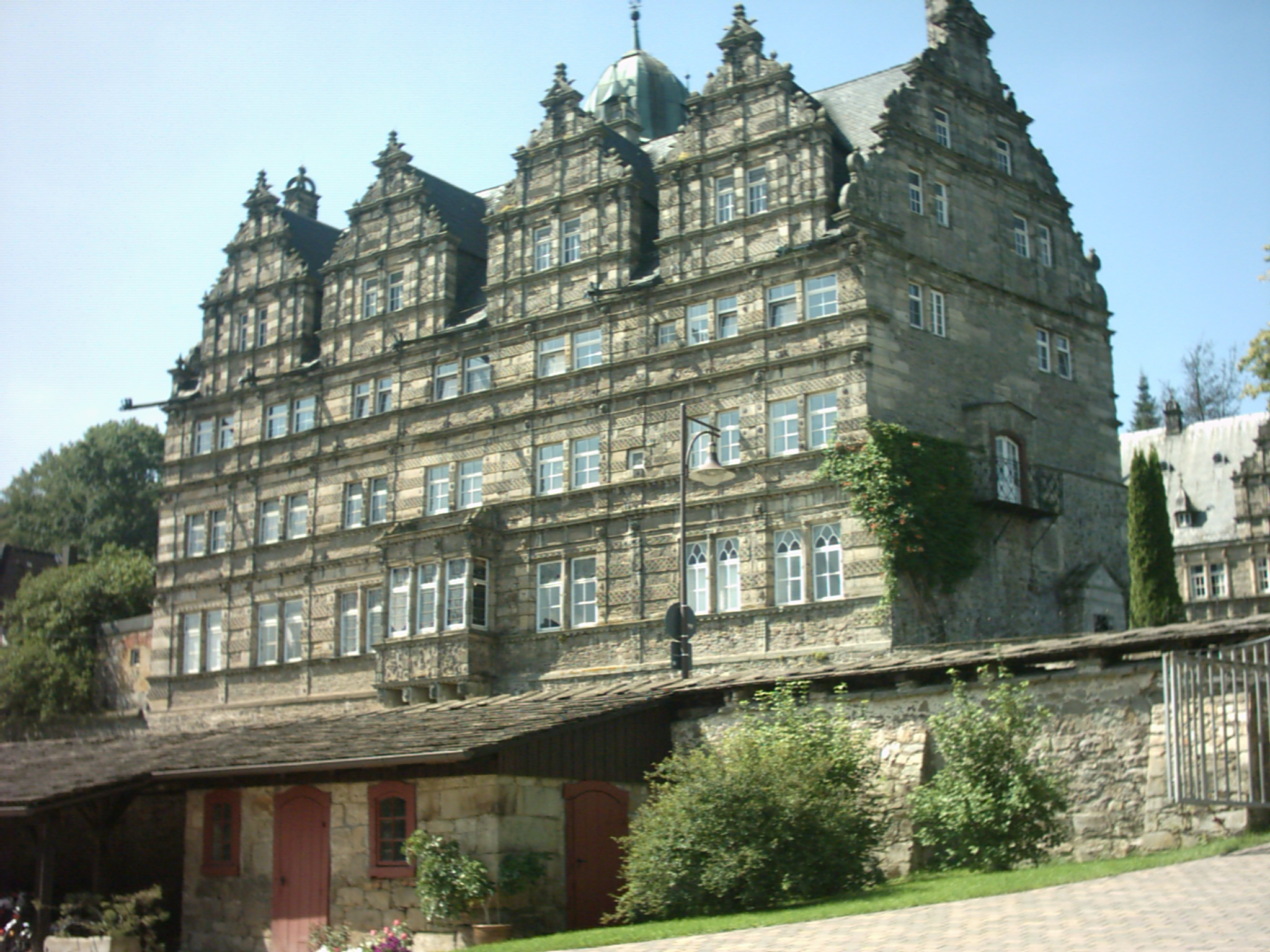
Castillo de Hämelschenburg en Emmerthal

## Maestros en el estilo de Renacimiento del Weser

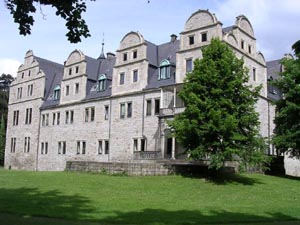
Castillo de Stadthagen

- Michael Clare, en Schwerin y Weimar:
- Paul Francke: el Juleum Novum  en Helmstedt, Marienkirche en Wolfenbüttel
- Heinrich Overkotte: abadía de Bad Gandersheim que data de 1600
- Johann Robyn de Ypres en Flandes: Steingang en el castillo de Detmold datado en 1557
- Cord Tönnis de Hamelin: castillo de Detmold (gablete Zwerch, bajo Jörg Unkair), el 1589 Leisthaus (para Gerd Leistla casa en Osterstraße 9, Hamelin), casa en Bäckerstraße 16, 1568 Rattenfängerkrug, edificios en Rinteln, castillo de Schwöbber (en Aerzen para Hilmar von Münchhausen)
- Jörg Unkair de Lustnau cerca de Tübingen: la Residenz de Neuhaus cerca de Paderborn, en 1532 el castillo de agua  deSchelenburg en Bissendorf, castillo de Petershagen, castillo de Stadthagen, Ayuntamiento y castillo de Detmold, posiblemente el castillo acuático def Elmarshausen
- Hans Vredeman de Vries
- Eberhard Wilkening: castillo de Barntrup, Hämelschenburg, castillo de Schwöbber, el Hochzeitshaus en Hamelin
- Hermann Wulff: varios edificios en Lemgo

En la época de la guerra de los Treinta Años, más de 30 constructores habían trabajado en el estilo del Renacimiento del Weser. 

## Ejemplos destacados de Renacimiento del Weser
- Eicke's House, construida en 1612
- Detmold Royal Residence
- Castillo de Brake en Lemgo-Brake – sede del Weser Renaissance Museum
- The Hochzeitshaus en Hamelin
- Ratcatcher's House en Hamelin
- Ciudad vieja de Lemgo (Hexenbürgermeisterhaus, Ayuntamiento y mucho más)
- Castillo Varenholz en Kalletal
- Ayuntamiento de Bremen – Patrimonio de la Humanidad de la UNESCO desde 2004
- El Juleum Novum en Helmstedt – Histórico gran auditorio de la antigua Universidad de Helmstedt, construido en 1592.
- Castillo de Wolfsburg – Centro cultural de la ciudad de Wolfsburg
- Castillo de Bevern
- Castillo de Neuhaus, residencia oficial de los príncipes-obispos de Paderborn,
- Hämelschenburg
- Castillo de Wewelsburg, construido entre 1603 y 1609 como residencia secundaria para el príncipe-obispo de Paderborn Dietrich von Fürstenberg.
- Castillo de Bückeburg
- Bückeburg Parish Church
- Castillo de Stadthagen
- Mausoleo del Príncipe en Stadthagen
- Castillo de Schwöbber
- Erbhof Thedinghausen

Castillos en estilo renacentista del Weser
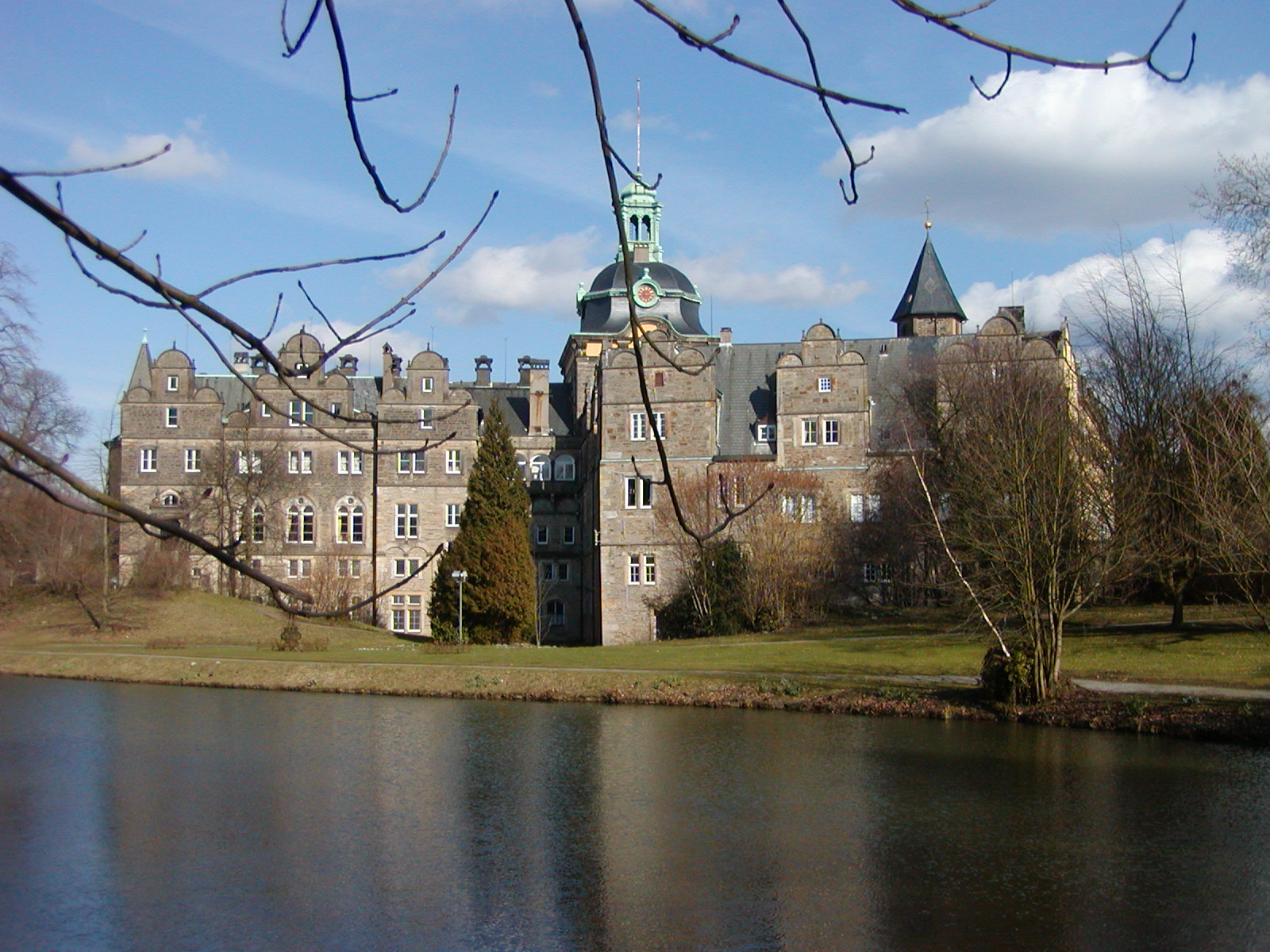
Castillo con estanque en Bückeburg
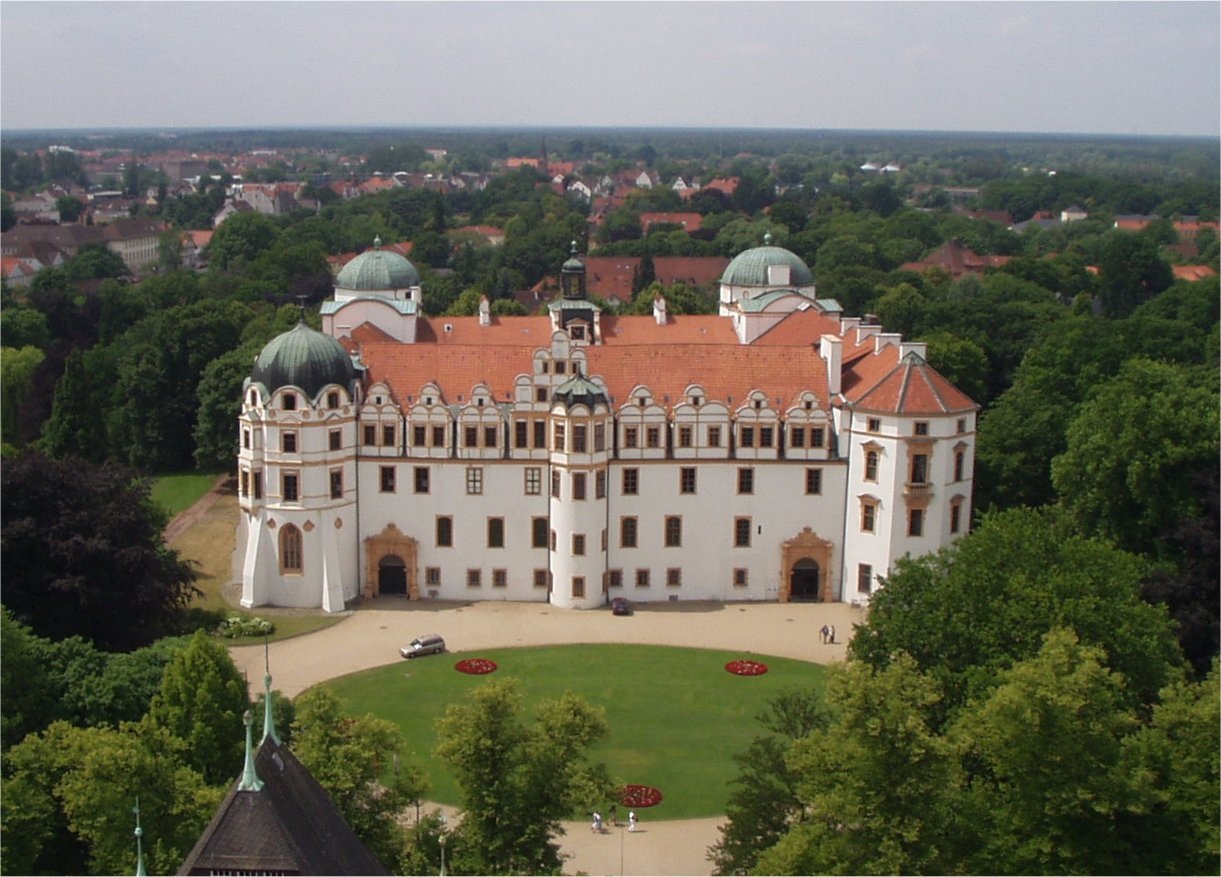
Castillo en Celle, acondicionado por Ernesto el Confesor en estilo renacentista a partir de 1530
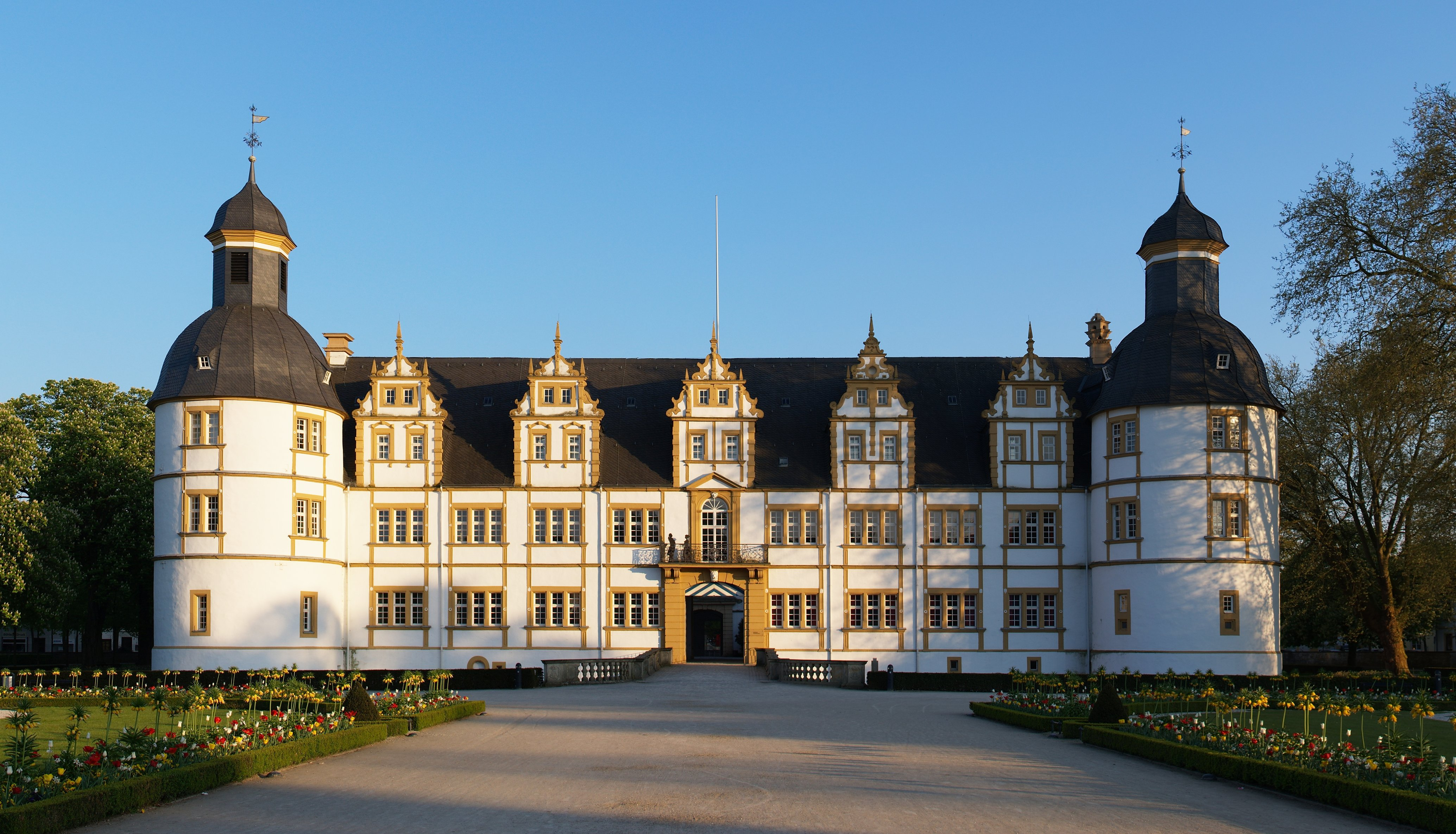
Castillo de Neuhaus en Paderborn
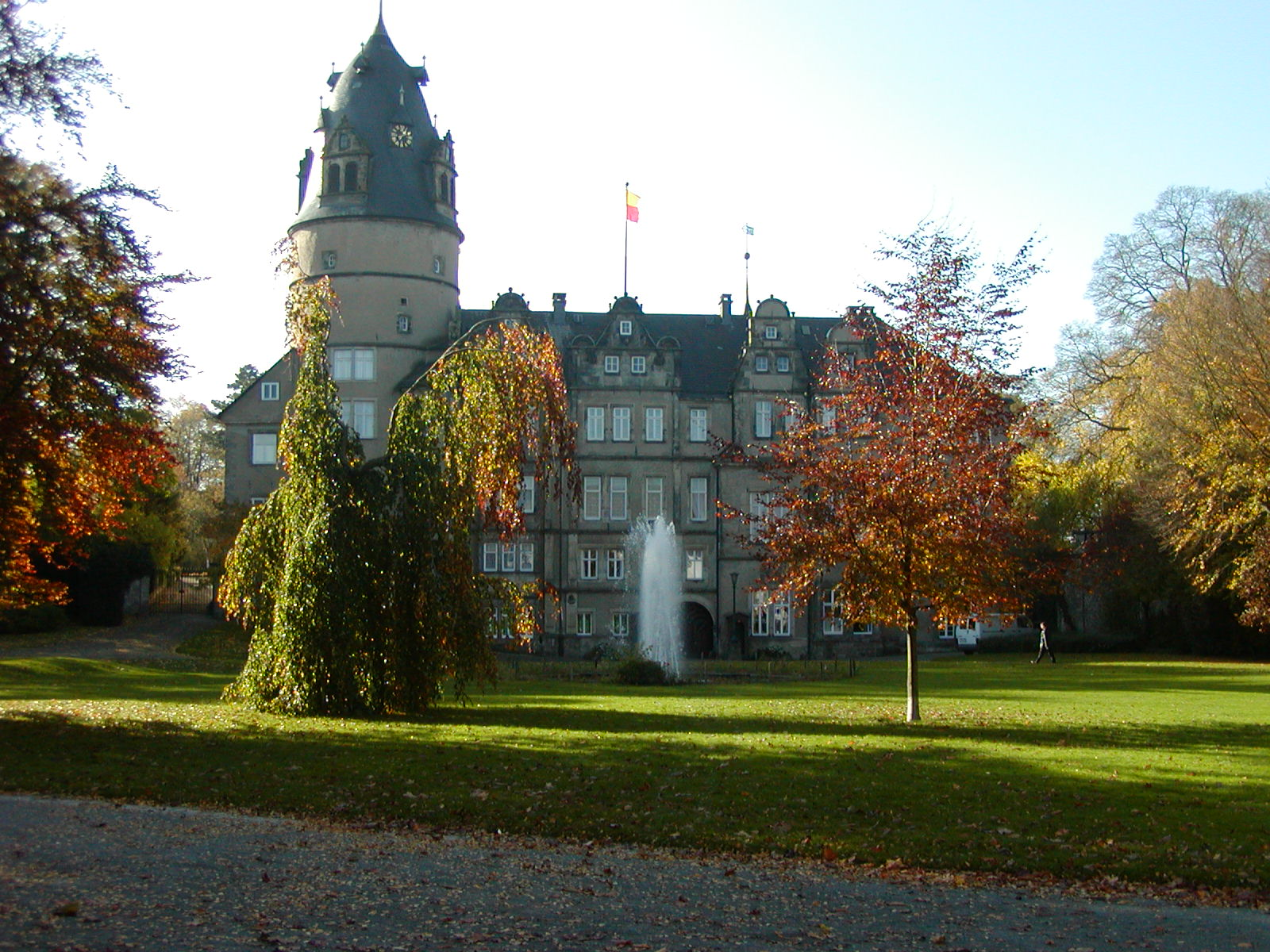
Castillo en Detmold
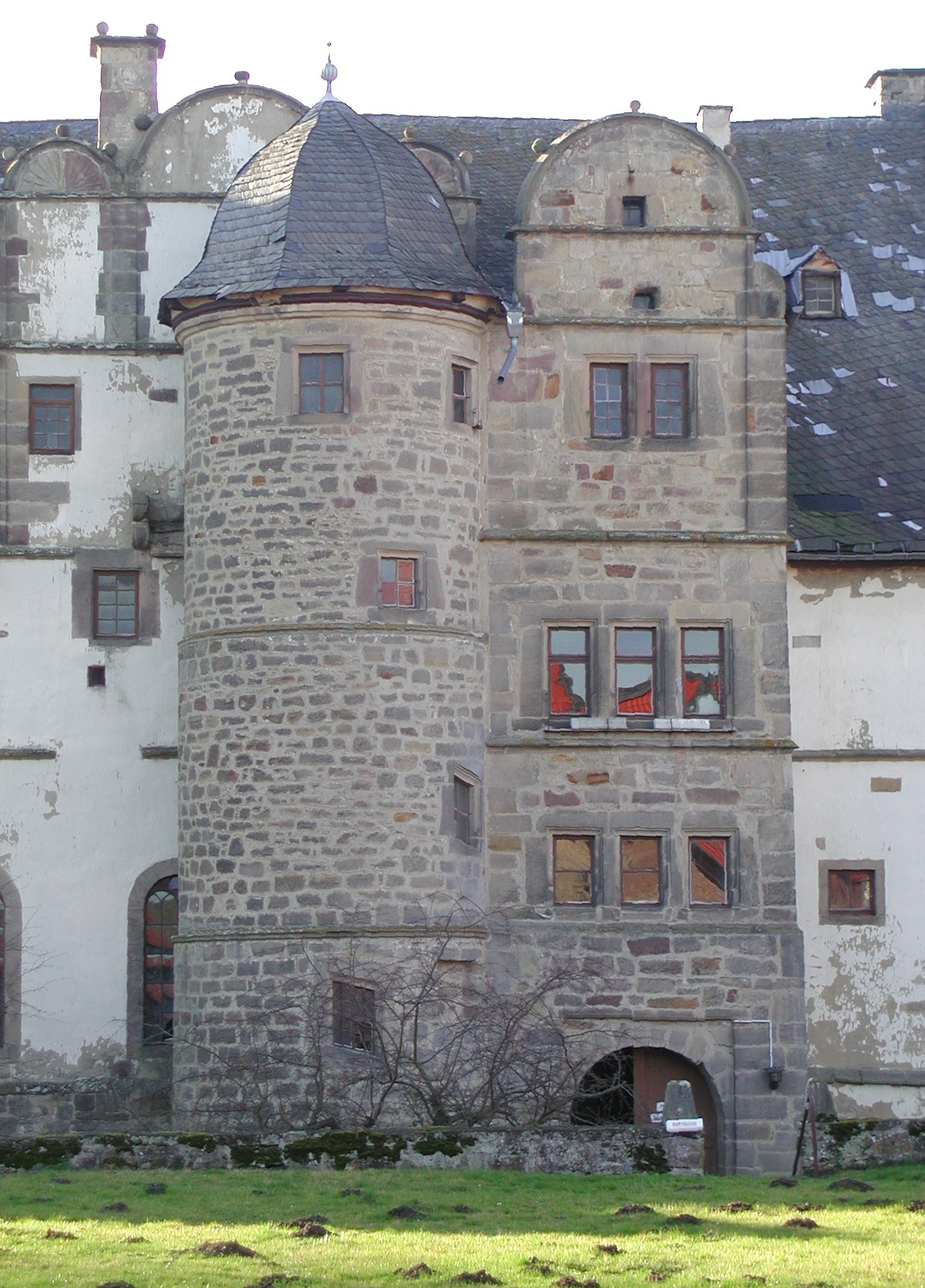
Castillo acuático en Elmarshausen (Wolfhagen)
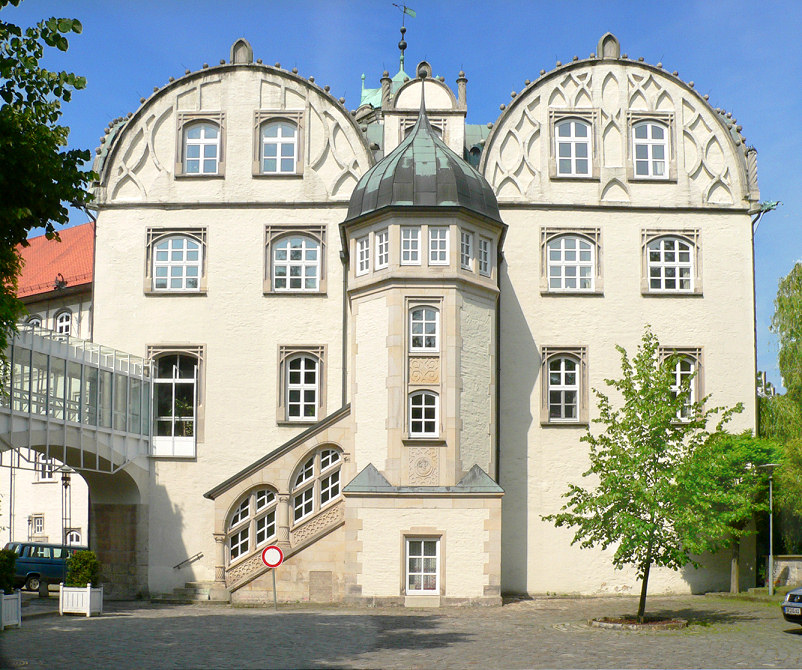
Castillo de Gifhorn
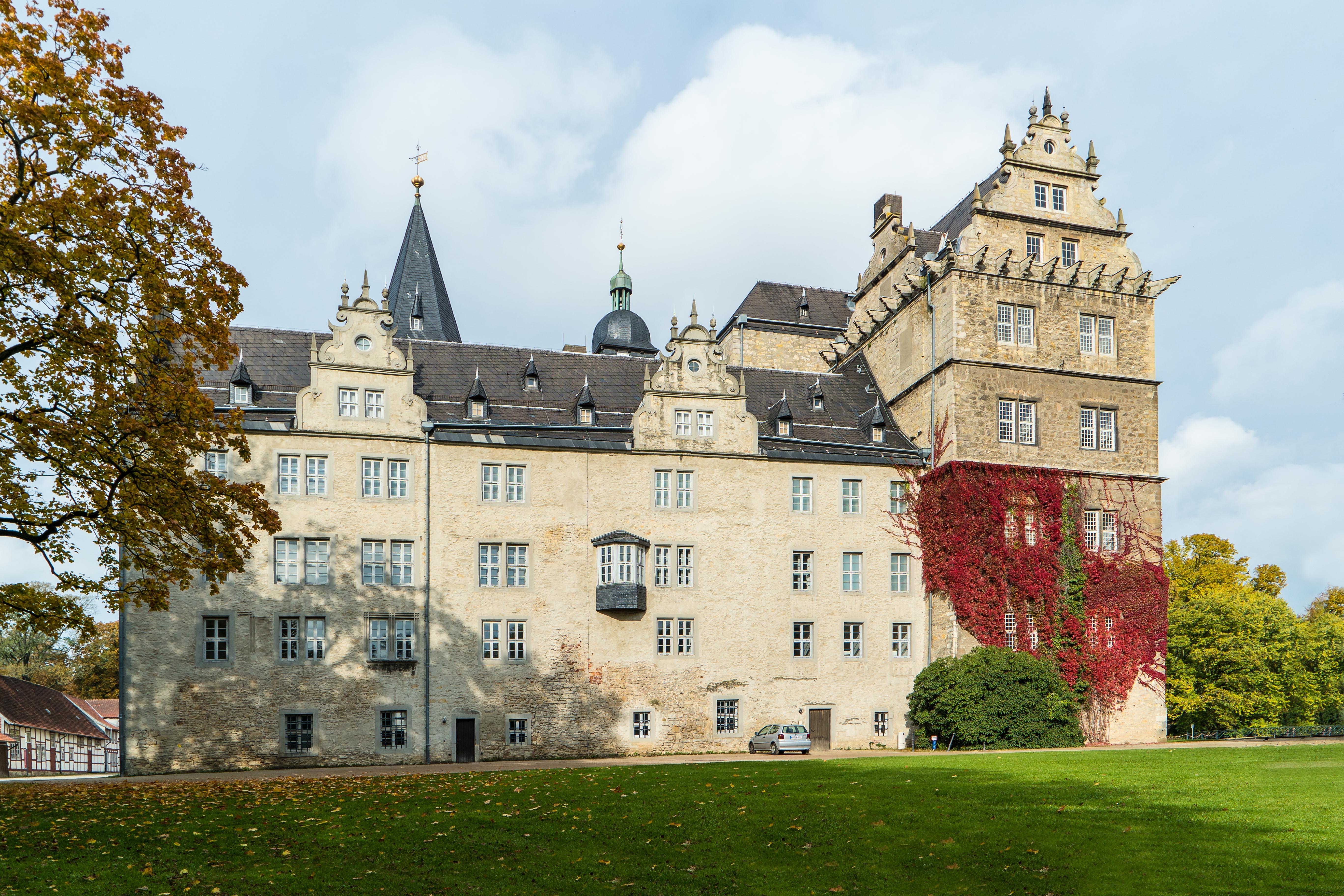
Castillo de  Wolfsburg
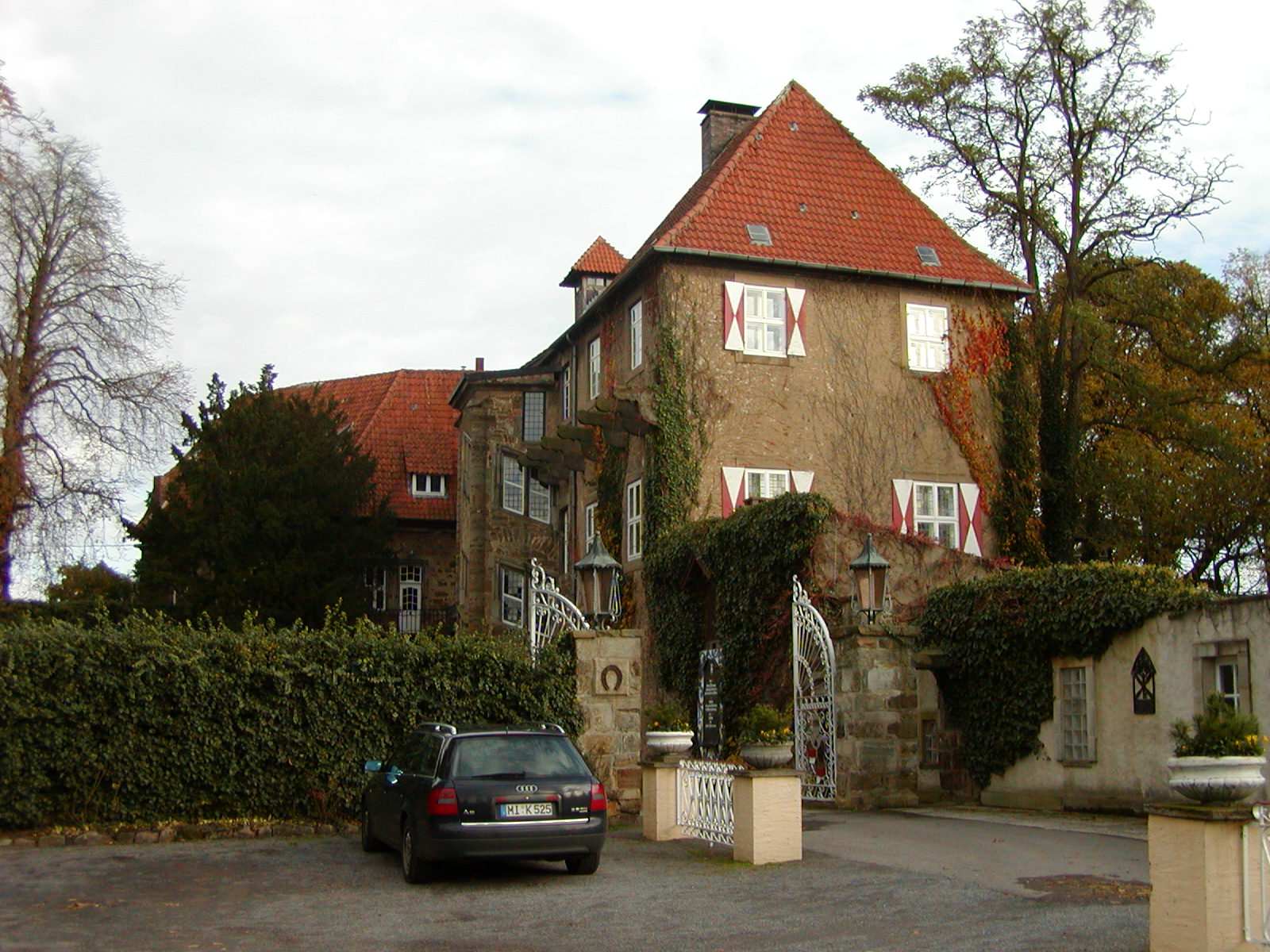
Castillo de Petershagen
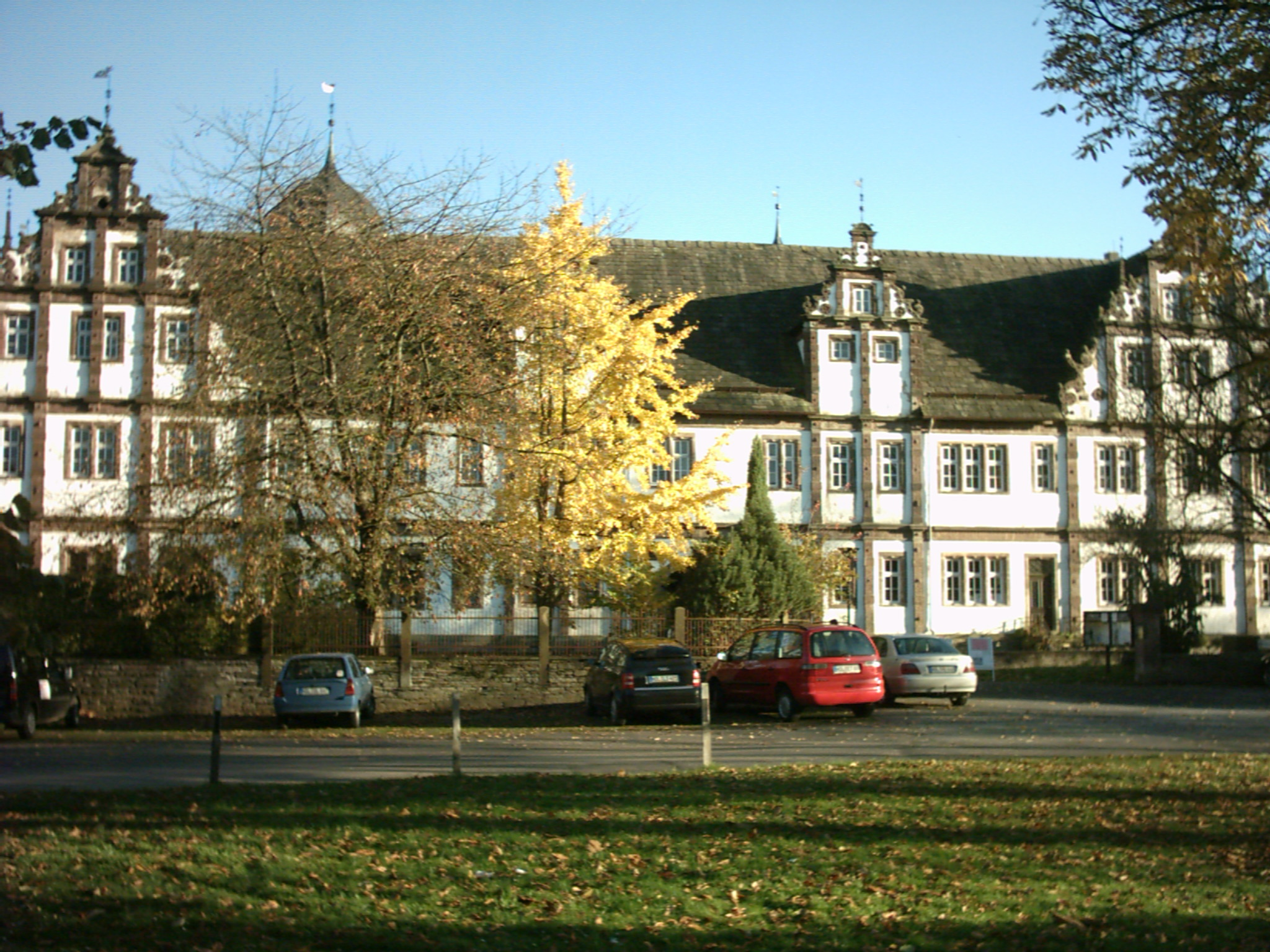
Castillo de Bevern
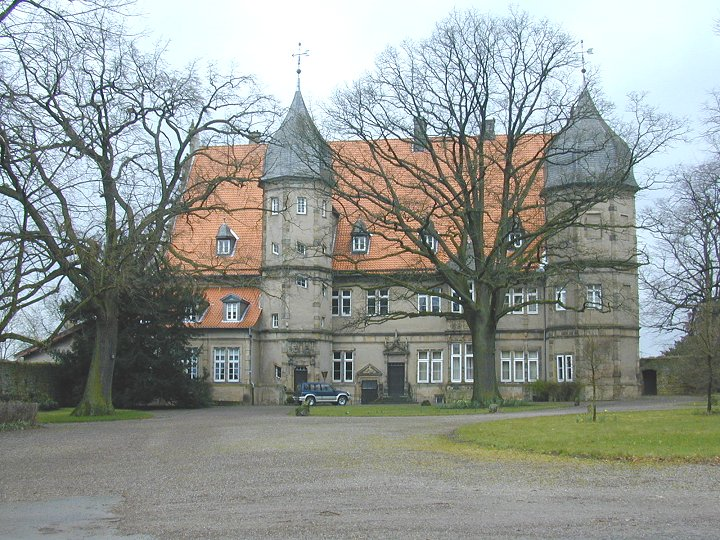
Castillo de Kerssenbrock (Barntrup)
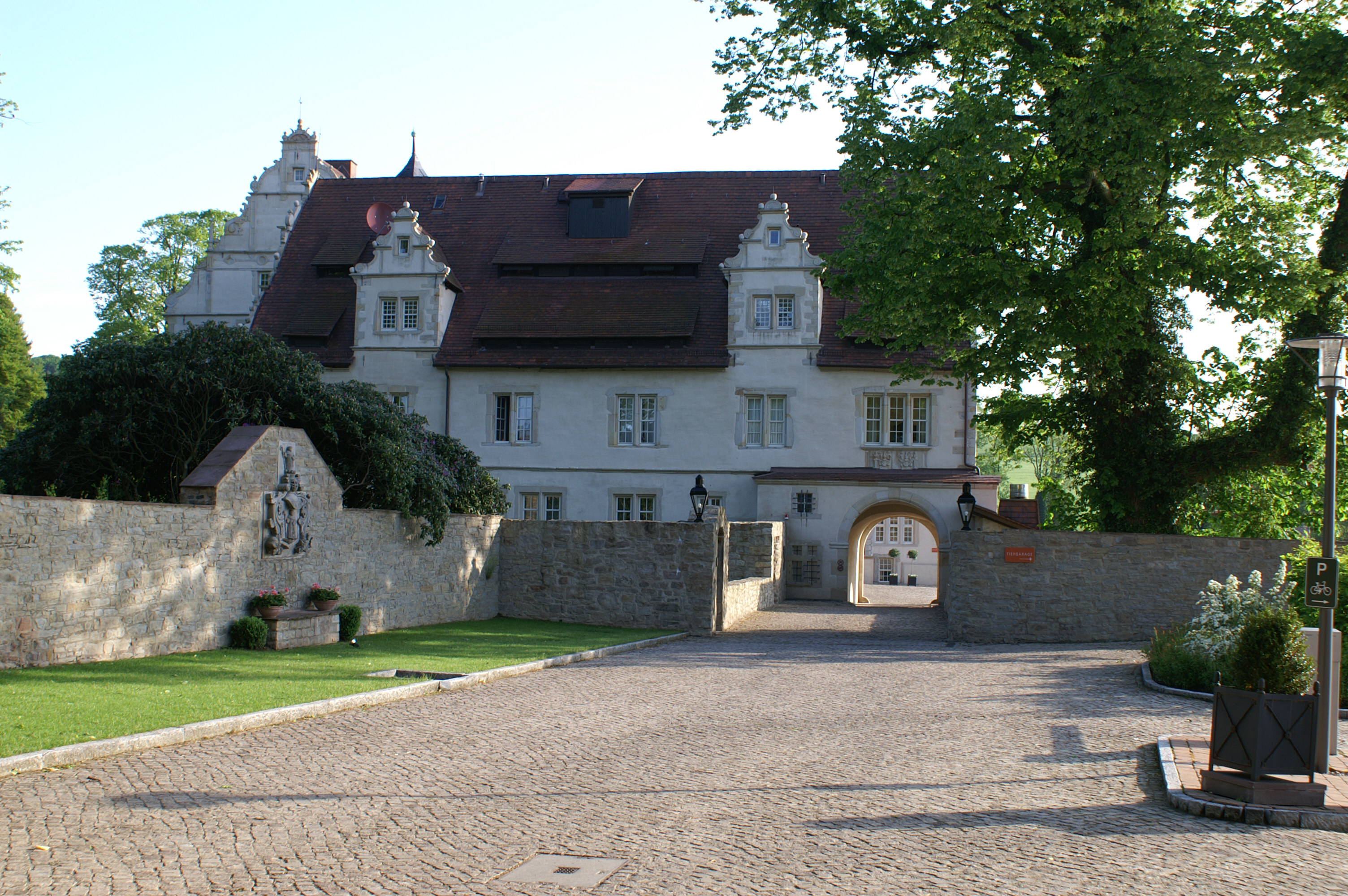
Área de entrada del castillo de Schwöbber

Ayuntamientos en estilo renacentista del Weser
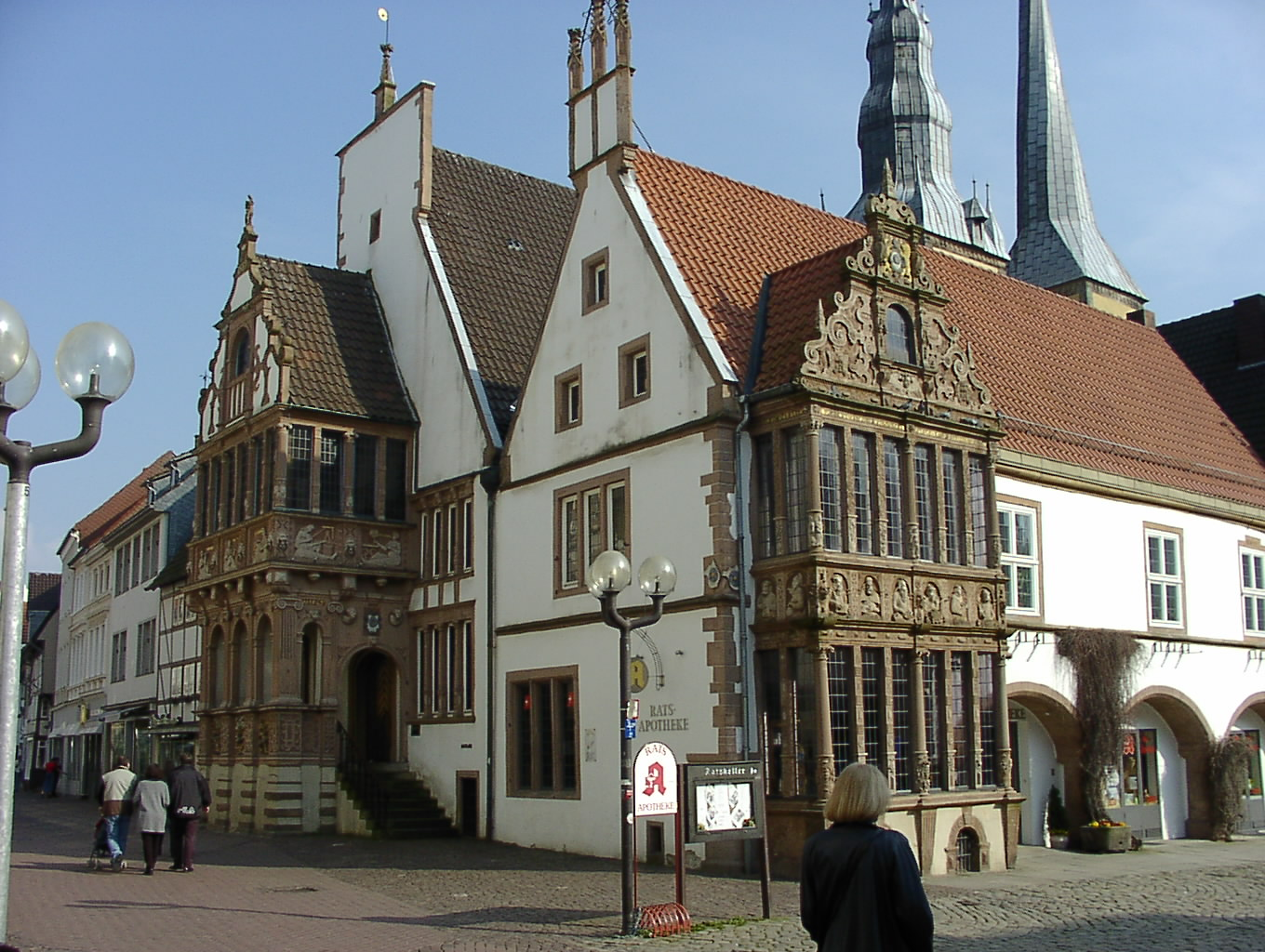
Ayuntamiento en Lemgo
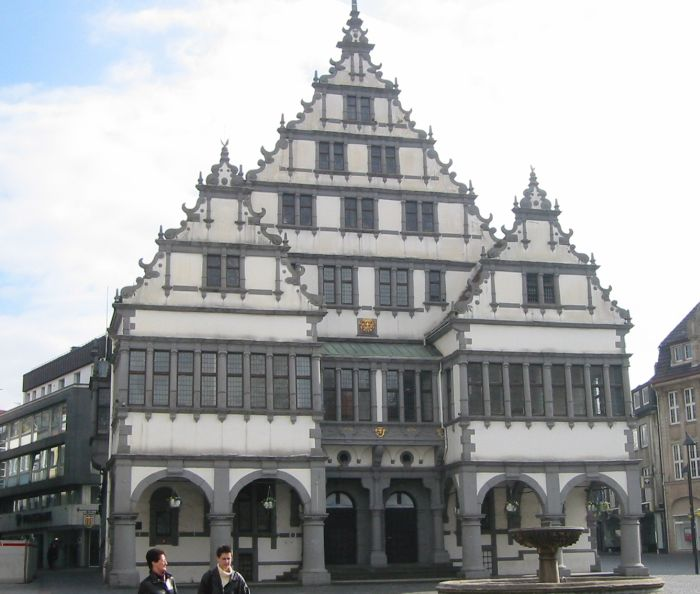
Histórico Ayuntamiento de Paderborn
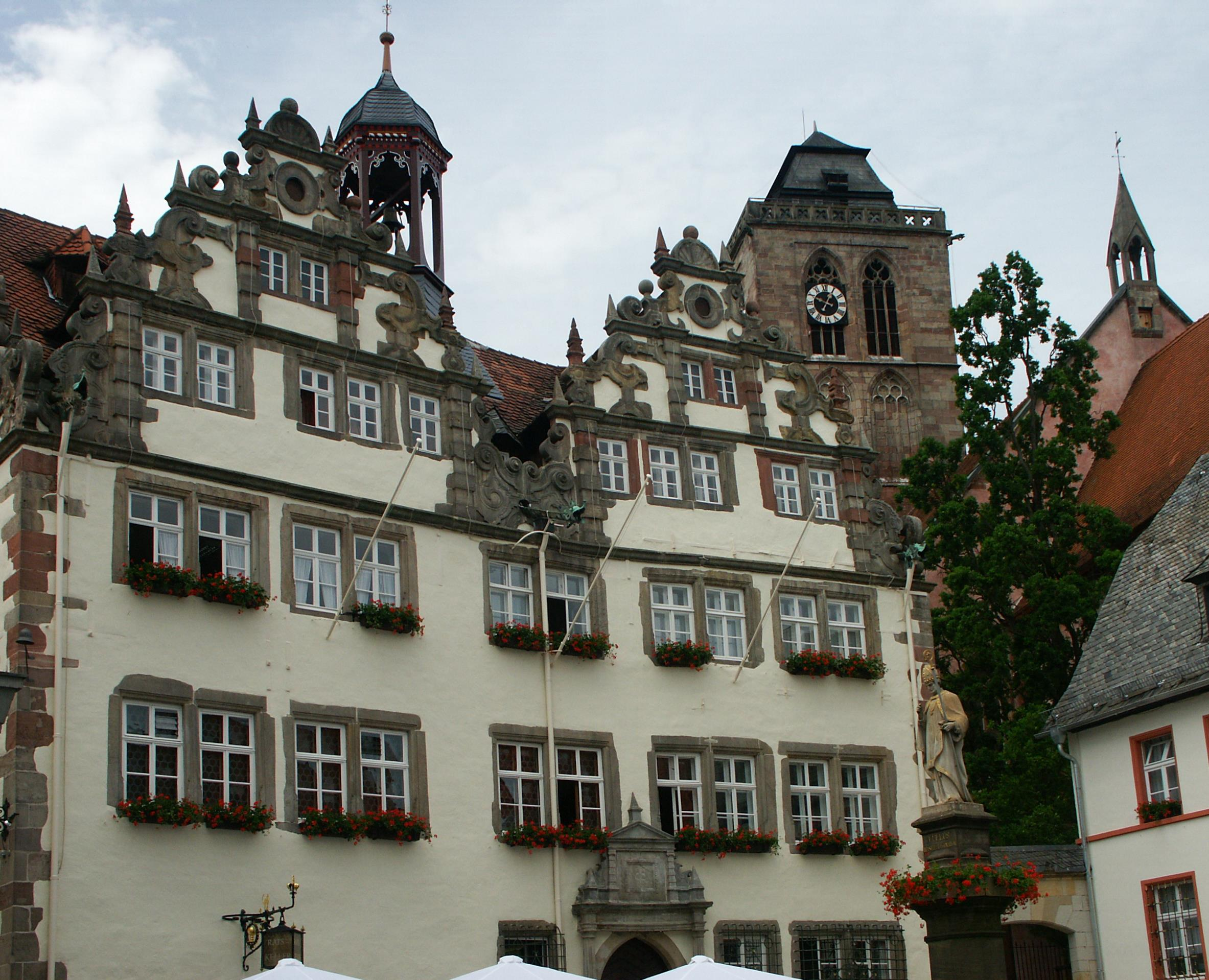
Ayuntamiento en Bad Hersfeld
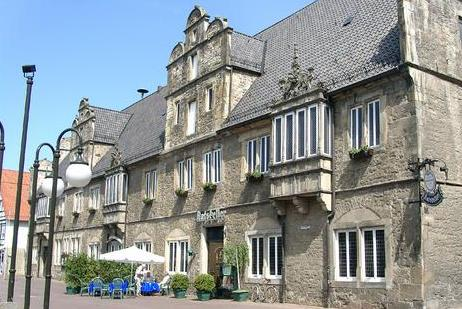
Viejo Ayuntamiento en Stadthagen

Edificios en estilo renacentista del Weser
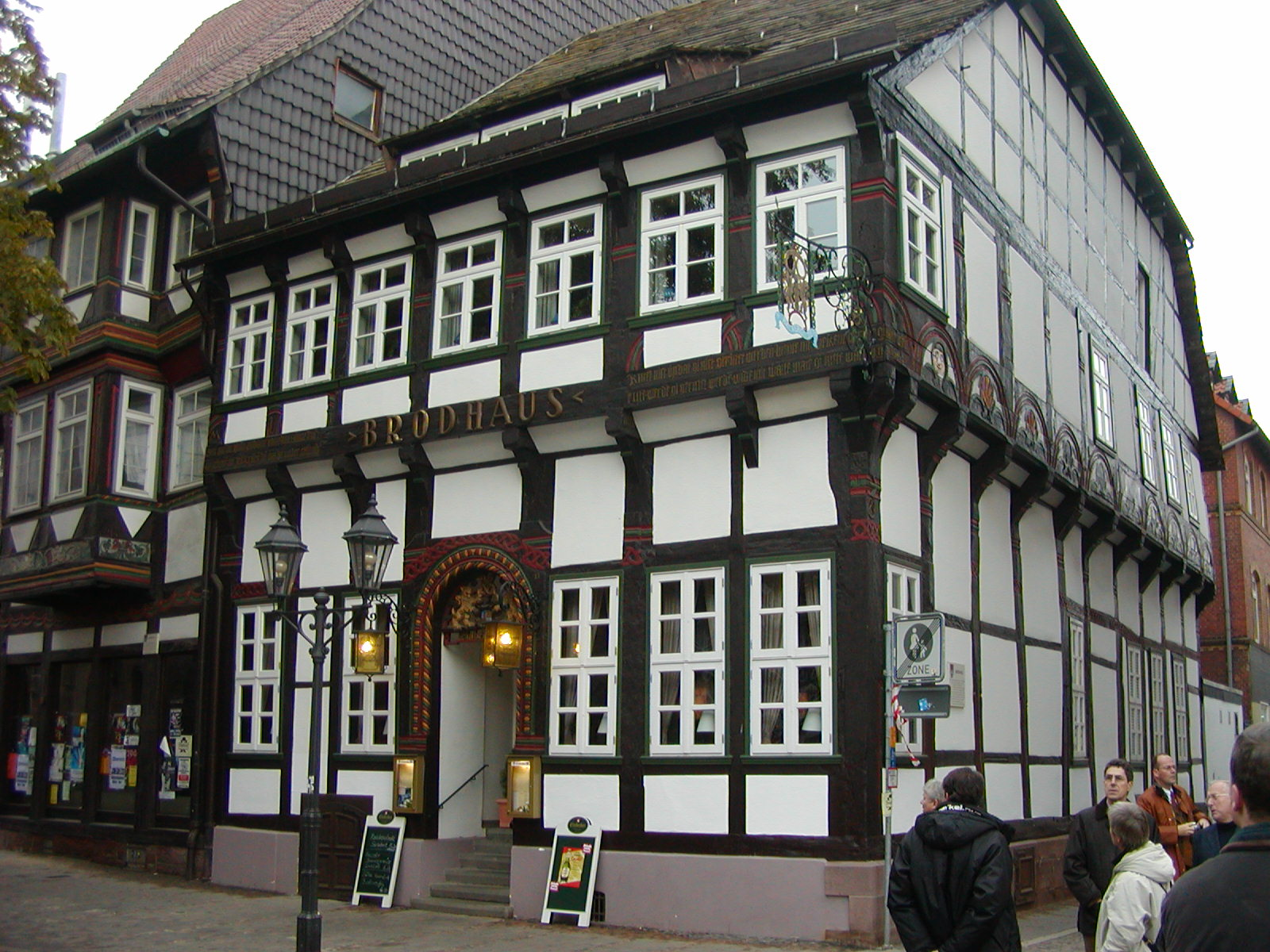
Brodhaus en Einbeck
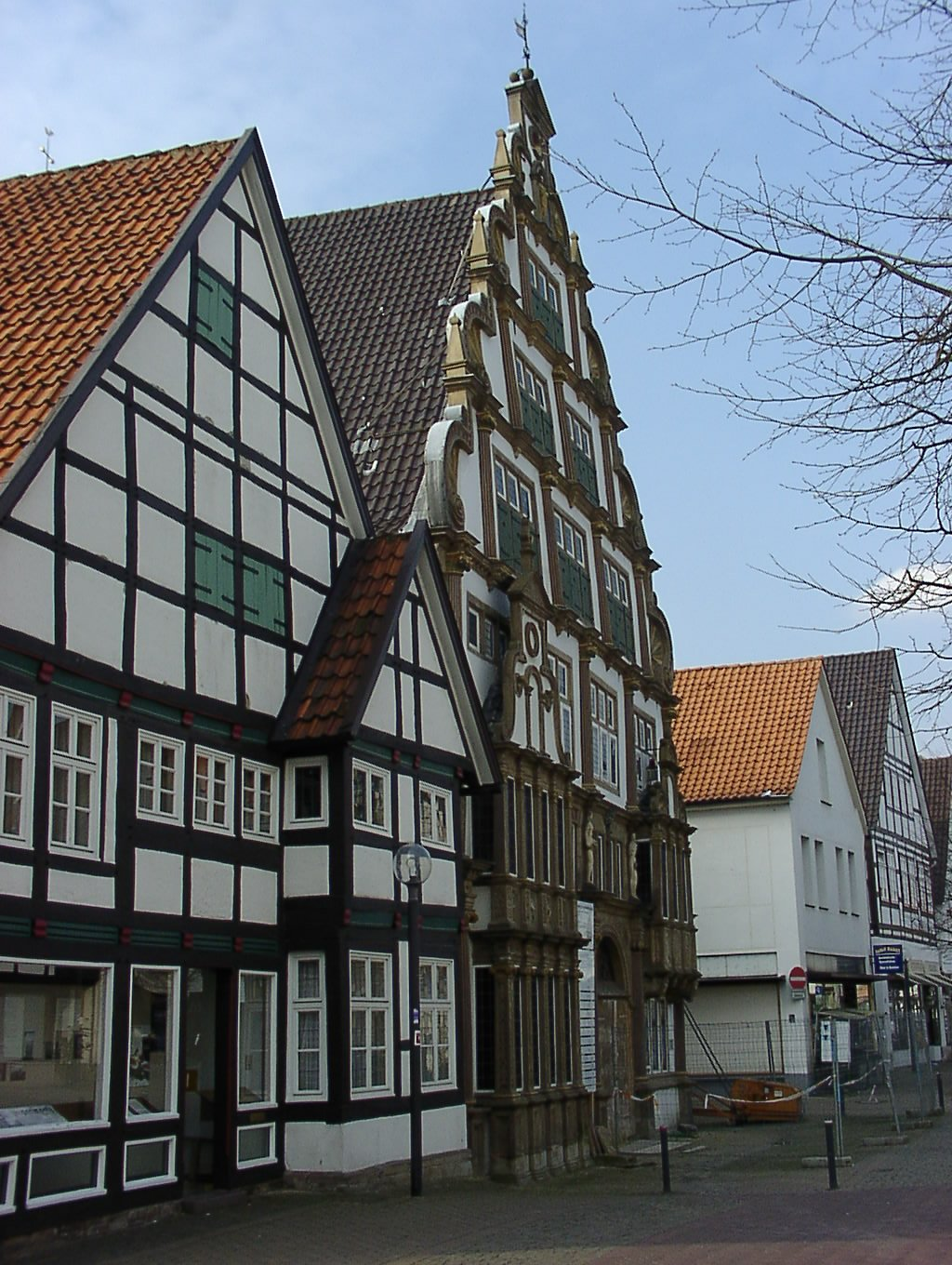
Hexenbürgermeisterhaus en Lemgo
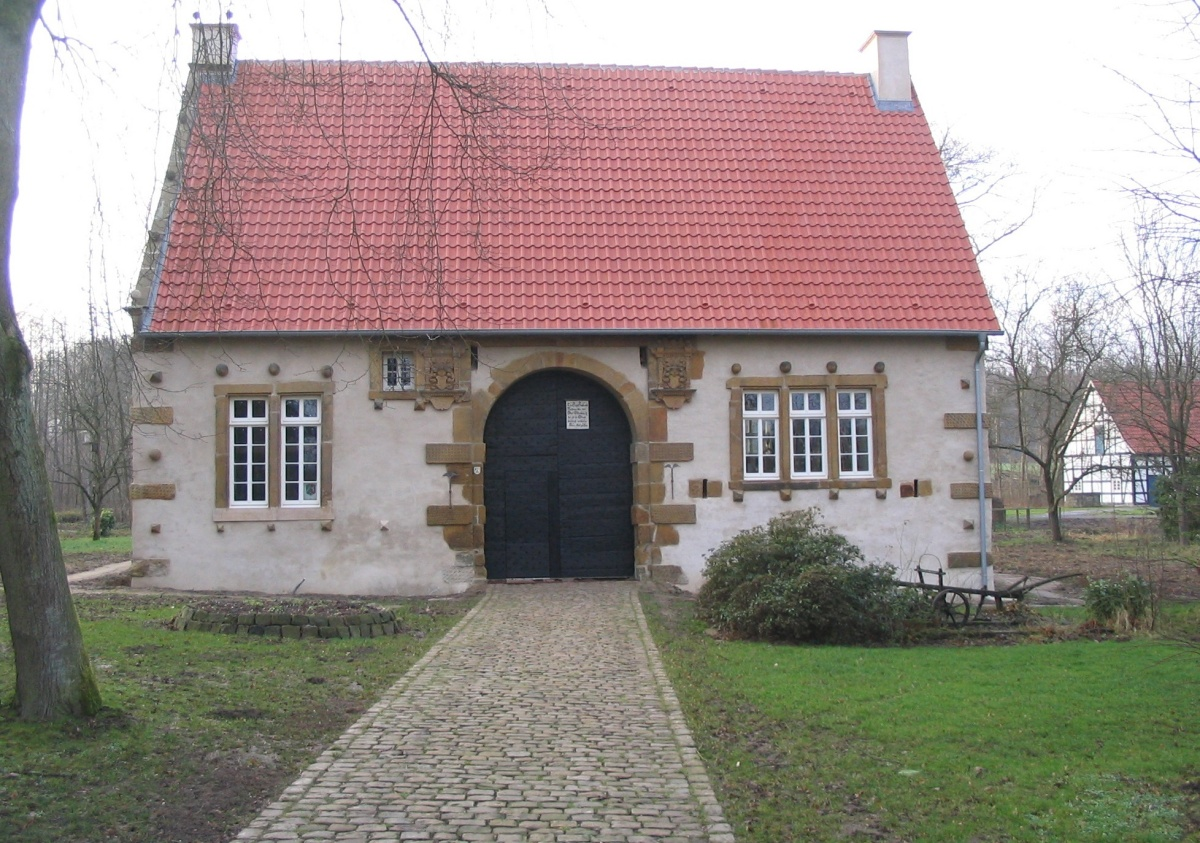
Puerta  Werburg en Spenge
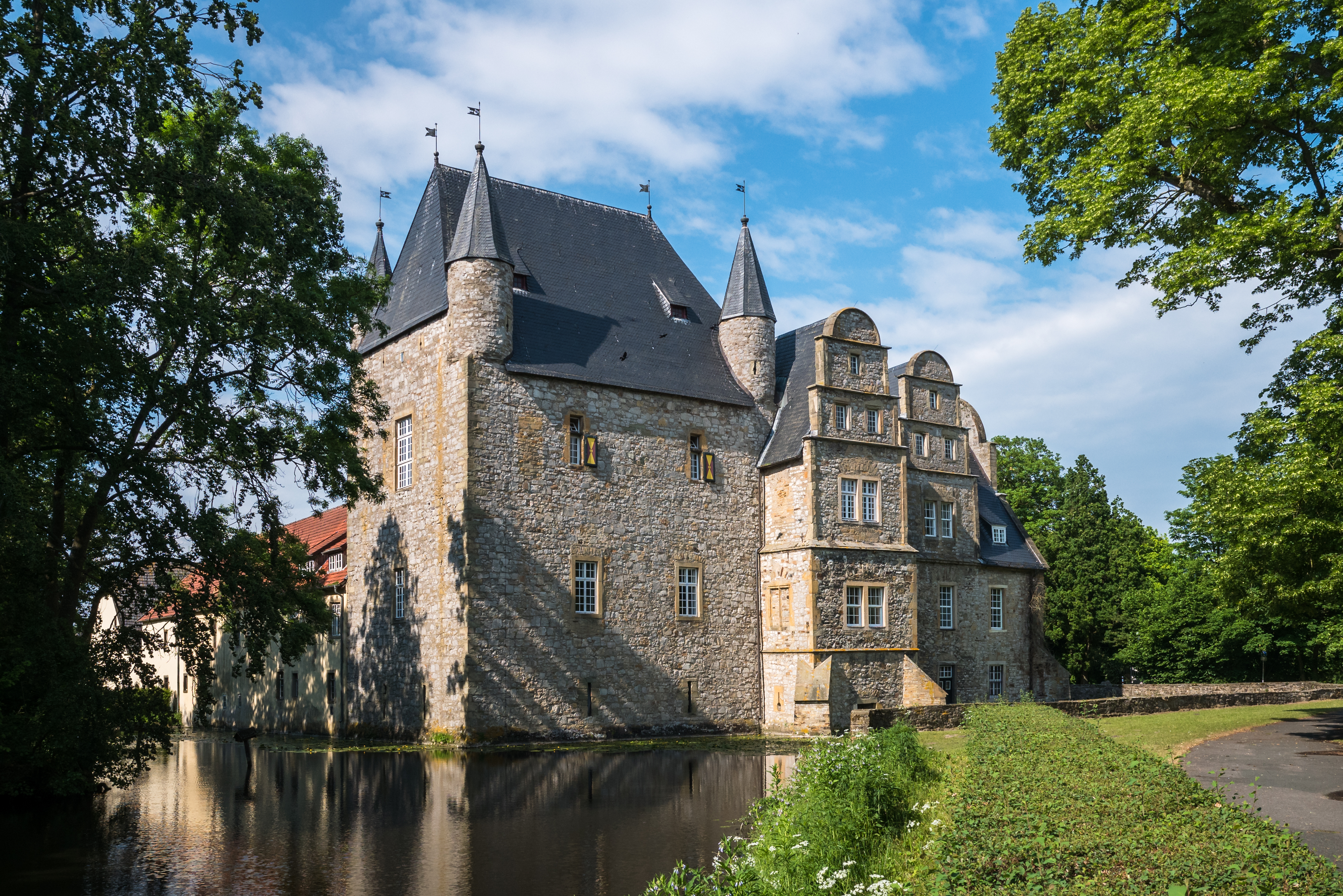
Schelenburg en Schledehausen
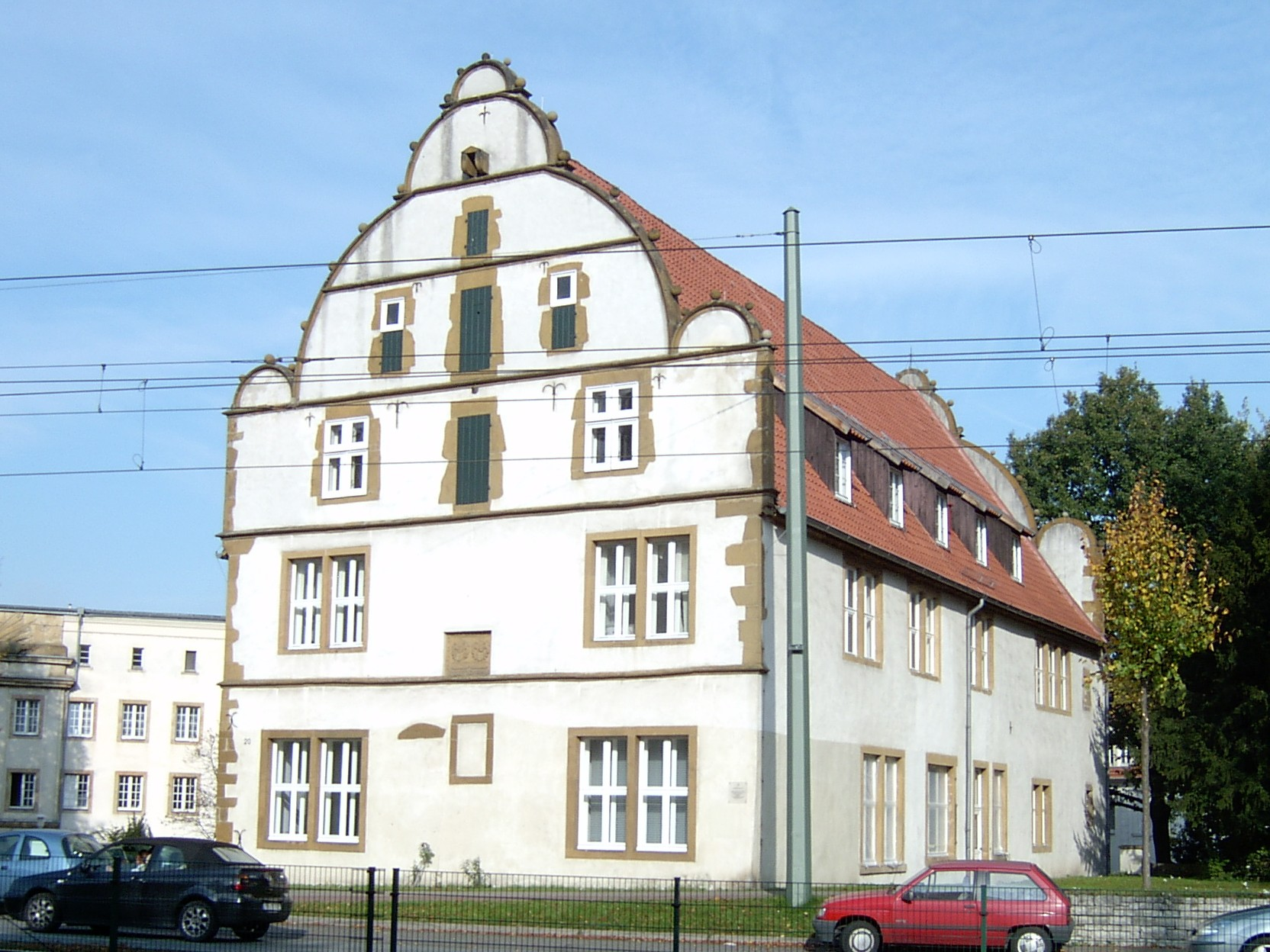
Spiegelshof en Bielefeld, construido en 1540
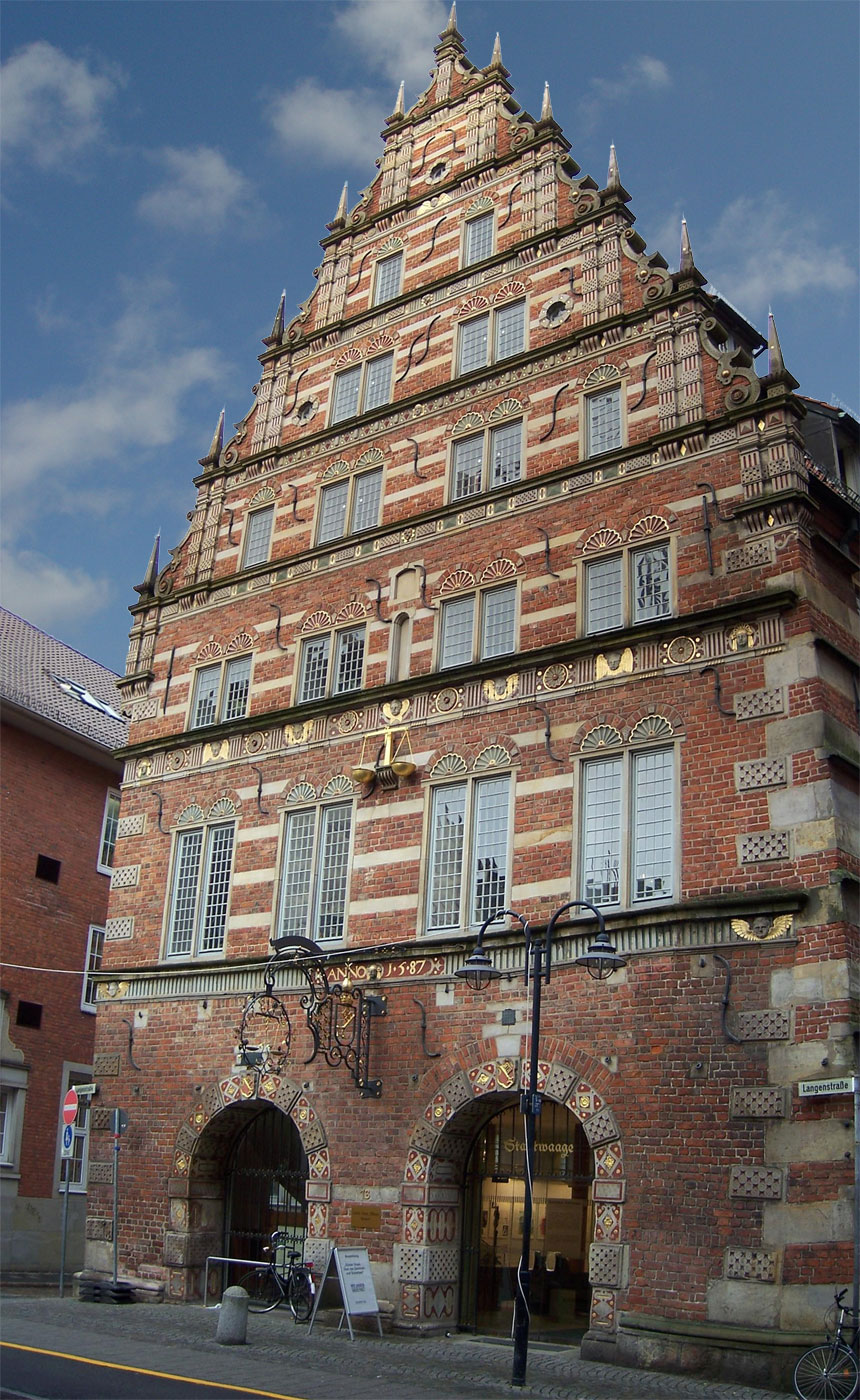
Casa Weighing en Bremen
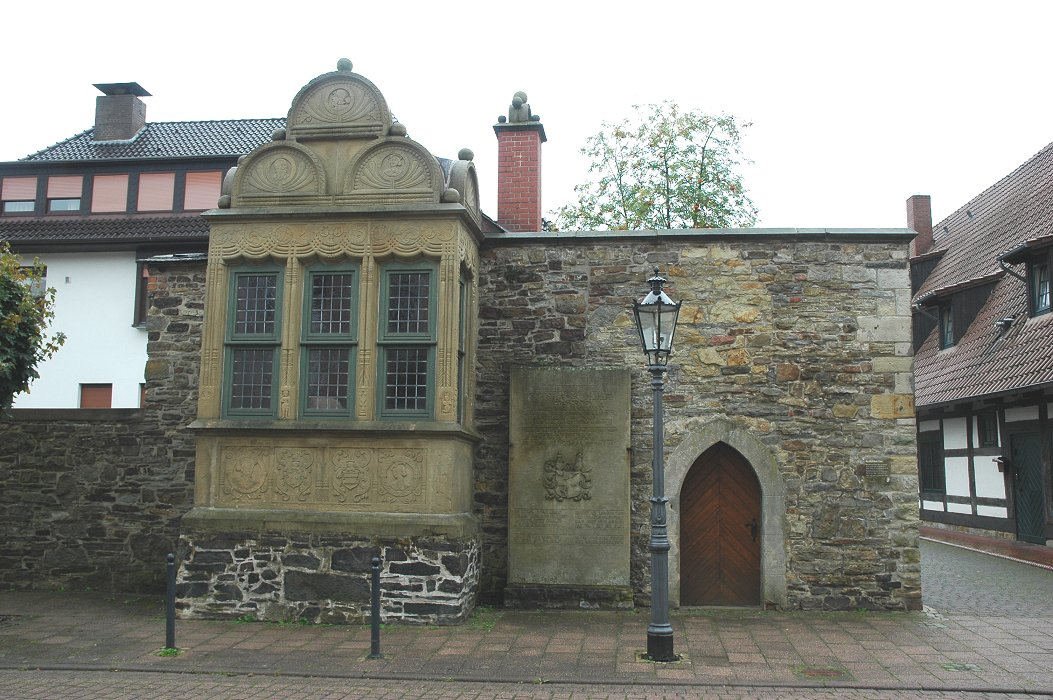
Casa de archivo en Rinteln, según la ciudad, el edificio más pequeño creado en estilo renacentista del Weser
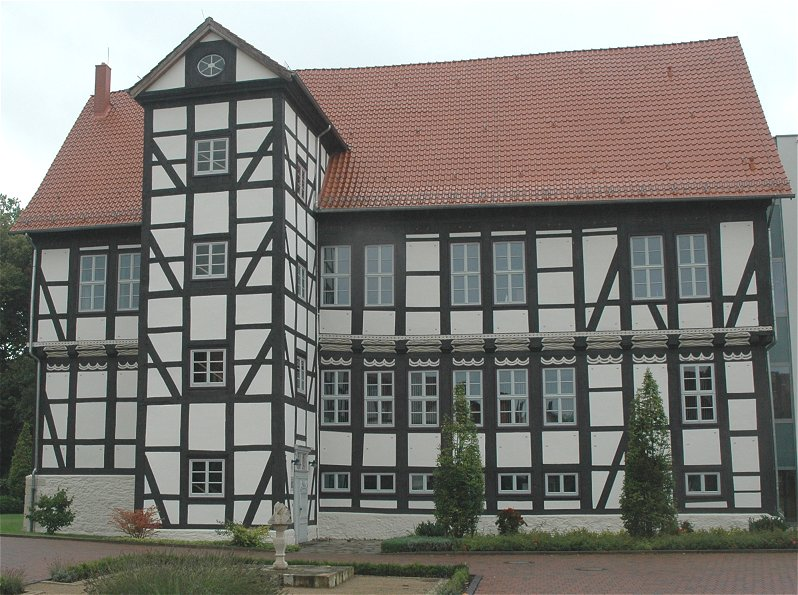
El Prinzenhof en Rinteln